# Тигрёнок на подсолнухе
«Тигрёнок на подсолнухе» — рисованный мультипликационный фильм Леонида Носырева по мотивам одноимённой сказки Юрия Коваля.

## Сюжет
Маленький уссурийский тигрёнок Амба, спасаясь от лютой стужи в сугробе, нашёл проросшее семечко подсолнуха и согрел его. На следующее утро над тайгой вырос огромный подсолнух, а в самом его центре, укрывшись лепестками, спал тигрёнок. Так и остался Амба жить на подсолнухе. С наступлением осени подули сильные ветра, и подсолнух упал на землю. Тигрёнок забрался под цветок и уснул. А через некоторое время проросли семечки этого подсолнуха, вокруг тигрёнка выросло множество огромных цветов, и на них устроили себе дома разные звери.

## Создатели
| Авторы сценария            | Юрий Коваль, Леонид Носырев |
| Режиссёр                   | Леонид Носырев |
| Художник-постановщик       | Галина Шакицкая |
| Оператор                   | Светлана Кощеева |
| Композитор                 | Евгений Ботяров |
| Звукооператор              | Борис Фильчиков |
| Художники-мультипликаторы: | Анатолий Абаренов, Рената Миренкова, Марина Рогова, Ольга Орлова, Алексей Букин, Александр Панов, Галина Золотовская |
| Роли озвучивали:           | Алексей Птицын, Александр Баранов |
| Текст читает               | Евгений Леонов |
| Над фильмом также работали | Вера Кудрявцева-Енгалычева, О. Исакова, Наталия Степанцева, Т. Агафонова, М. Дрынкова, Инна Заруба, Николай Митрохин, И. Нефёдова, Елена Караваева, Евгения Боголюбова, Людмила Крутовская, Пётр Коробаев, Ирина Светлица, Ирина Троянова, Т. Егорова |
| Редактор                   | Наталья Абрамова |
| Директор картины           | Нинель Липницкая |

- Создатели приведены по титрам мультфильма.

## Награды
- 1982 — 15 Всесоюзный кинофестиваль (Таллин) — 2-я премия киностудии «Союзмультфильм» за программу мультфильмов: «Бибигон», «Ивашка из Дворца пионеров», «Тайна третьей планеты», «Тигрёнок на подсолнухе», «Халиф-аист»[1].